# Punta Bretxa de Russell
La Punta Bretxa de Russell és un cim de 3.192 m d'altitud, amb una prominència de 12 m, que es troba al nord del Pic Russell, al massís de la Maladeta, a la Ribagorça, província d'Osca (Aragó).